# ناتيغلينيد
ناتيغلينيد (بالإنجليزية: Nateglinide)‏ هو دواء يُستعمل في علاج:
- سكري الشبان الناضجين النوع الثاني[5]

## دوره
يلعب هذا الدواء دورًا في علاج الأمراض كونه:
- خافضات سكر الدم